# Copa do Mundo de Futebol Feminino de 1991
A Copa do Mundo de Futebol Feminino de 1991 foi a primeira edição do torneio organizado pela Federação Internacional de Futebol (FIFA). Teve início no dia 16 de novembro e término em 30 de novembro de 1991. Sua sede foi a Província de Guangdong,na China. Participaram da competição doze países. Foram disputadas vinte e seis partidas ao longo da competição..

## Estádios
O Campeonato foi realizado em quatro cidades da China: Guangzhou nos distritos de Tianhe, Panyu e Yuexiu; Foshan; Jiangmen e Zhongshan.
| Yuexiu, Guangzhou                                   | Tianhe, Guangzhou  | Panyu, Guangzhou   |
| --------------------------------------------------- | ------------------ | ------------------ |
| Guangdong Provincial Stadium                        | Tianhe Stadium     | Ying Tung Stadium  |
| Capacidade: 25.000                                  | Capacidade: 60.000 | Capacidade: 15.000 |
|                                                     |                    |                    |
| Guangdong,China Guangzhou Foshan Zhongshan Jiangmen |                    |                    |
| Foshan                                              | Jiangmen           | Zhongshan          |
| New Plaza Stadium                                   | Jiangmen Stadium   | Zhongshan Stadium  |
| Capacidade: 14.000                                  | Capacidade: 13.000 | Capacidade: 12.000 |
|                                                     |                    |                    |

## Equipes
| - África (CAF) - Nigéria - Ásia (AFC) - China - Japão - Taipé Chinês - América do Sul (CONMEBOL) - Brasil - Oceânia (OFC) - Nova Zelândia | - Europa (UEFA) - Dinamarca - Alemanha - Itália - Noruega - Suécia - América do Norte, Central e o Caribe (CONCACAF) - Estados Unidos |

## Árbitros
Pela primeira vez na competição da FIFA, seis juízes femininas foram incluídas. Todos atuaram como árbitros assistentes, com exceção de Claudia Vasconcelos, que apitou a disputa do terceiro lugar das finais; tornando-se a primeira mulher a arbitrar um jogo oficial FIFA.
| África - CGO Omer Yengo - TUN Fethi Boucetta Ásia - CHN Dai Yuguang - CHN Haiseng Li - CHN Jun Lu - CHN Xuezhi Wang - CHN Yu Jingyin - CHN Zuo Xiudi - NEP Raja Shrestha Gyanu América do Norte e Central - SLV Rafael Rodriguez Medina - MEX Maria Herrera Garcia | América do Sul - BRA Claudia Vasconcelos - CHI Salvador Imperatore - COL John Jairo Toro Europa - GER Gertrud Regus - GRE Nikakis Vassilios - GBR James McCluskey - SWE Ingrid Jonsson - URS Vadim Zhuk Oceania - NZL Linda May Black |

## Fase de Grupos

### Grupo A
| Selecção      | Pts | J | V | E | D | GM | GS |     |
| ------------- | --- | - | - | - | - | -- | -- | --- |
| China         | 5   | 3 | 2 | 1 | 0 | 10 | 3  | +7  |
| Noruega       | 4   | 3 | 2 | 0 | 1 | 6  | 5  | +1  |
| Dinamarca     | 3   | 3 | 1 | 1 | 1 | 6  | 4  | +2  |
| Nova Zelândia | 0   | 3 | 0 | 0 | 3 | 1  | 11 | -10 |

#### Jogos
| China     | 4-0 | Noruega       |
| Dinamarca | 3-0 | Nova Zelândia |
| Noruega   | 4-0 | Nova Zelândia |
| China     | 2-2 | Dinamarca     |
| China     | 4-1 | Nova Zelândia |
| Noruega   | 2-1 | Dinamarca     |

### Grupo B
| Selecção       | Pts | J | V | E | D | GM | GS |     |
| -------------- | --- | - | - | - | - | -- | -- | --- |
| Estados Unidos | 6   | 3 | 3 | 0 | 0 | 11 | 2  | +9  |
| Suécia         | 4   | 3 | 2 | 0 | 1 | 12 | 3  | +9  |
| Brasil         | 2   | 3 | 1 | 0 | 2 | 1  | 7  | -6  |
| Japão          | 0   | 3 | 0 | 0 | 3 | 0  | 12 | -12 |

#### Jogos
| Japão  | 0-1 | Brasil         |
| Suécia | 2-3 | Estados Unidos |
| Japão  | 0-8 | Suécia         |
| Brasil | 0-5 | Estados Unidos |
| Japão  | 0-3 | Estados Unidos |
| Brasil | 0-2 | Suécia         |

### Grupo C
| Selecção     | Pts | J | V | E | D | GM | GS |    |
| ------------ | --- | - | - | - | - | -- | -- | -- |
| Alemanha     | 6   | 3 | 3 | 0 | 0 | 9  | 0  | +9 |
| Itália       | 4   | 3 | 2 | 0 | 1 | 6  | 2  | +4 |
| Taipé Chinês | 2   | 3 | 1 | 0 | 2 | 2  | 8  | -6 |
| Nigéria      | 0   | 3 | 0 | 0 | 3 | 0  | 7  | -7 |

#### Jogos
| Alemanha     | 4-0 | Nigéria  |
| Taipé Chinês | 0-5 | Itália   |
| Itália       | 1-0 | Nigéria  |
| Taipé Chinês | 0-3 | Alemanha |
| Taipé Chinês | 2-0 | Nigéria  |
| Itália       | 0-2 | Alemanha |

## Fases Finais
Para esta fase apuravam-se as duas primeiras classificadas de cada grupo e as duas melhores classificadas em 3º lugar.
|  | Quartas de final | Quartas de final |                |        | Semifinais     | Semifinais     |  |  | Final | Final |
|  |                  |                  |                |        |                |                |  |  |       |       |
|  |                  |                  |                |        |                |                |  |  |       |       |
|  |                  |                  |                |        |                |                |  |  |       |       |
|  | Dinamarca        | 1                |                |        |                |                |  |  |       |       |
|  | Dinamarca        | 1                |                |        |                |                |  |  |       |       |
|  | Alemanha         | 2                |                |        |                |                |  |  |       |       |
|  | Alemanha         | 2                | Alemanha       | 2      |                |                |  |  |       |       |
|  |                  |                  | Alemanha       | 2      |                |                |  |  |       |       |
|  |                  | Estados Unidos   | 5              |        |                |                |  |  |       |       |
|  | Estados Unidos   | Estados Unidos   | 5              | 7      |                |                |  |  |       |       |
|  | Estados Unidos   |                  |                | 7      |                |                |  |  |       |       |
|  | Taipé Chinês     | 0                |                |        |                |                |  |  |       |       |
|  | Taipé Chinês     | 0                | Estados Unidos | 2      |                |                |  |  |       |       |
|  |                  |                  | Estados Unidos | 2      |                |                |  |  |       |       |
|  |                  | Noruega          | 1              |        |                |                |  |  |       |       |
|  | China            | Noruega          | 1              | 0      |                |                |  |  |       |       |
|  | China            |                  |                | 0      |                |                |  |  |       |       |
|  | Suécia           | 1                |                |        |                |                |  |  |       |       |
|  | Suécia           | 1                | Suécia         | 1      | Terceiro lugar | Terceiro lugar |  |  |       |       |
|  |                  |                  | Suécia         | 1      | Terceiro lugar | Terceiro lugar |  |  |       |       |
|  |                  | Noruega          | 4              |        |                |                |  |  |       |       |
|  | Noruega          | Noruega          | 4              | 3      | Alemanha       | 0              |  |  |       |       |
|  | Noruega          |                  |                | 3      | Alemanha       | 0              |  |  |       |       |
|  | Itália           | 2                |                | Suécia | 4              |                |  |  |       |       |
|  | Itália           | 2                |                |        | 4              |                |  |  |       |       |
|  |                  |                  |                |        |                |                |  |  |       |       |
|  |                  |                  |                |        |                |                |  |  |       |       |

## Campeã
| Copa do Mundo de Futebol Feminino de 1991 |
| ----------------------------------------- |
| ESTADOS UNIDOS Campeã (1º título)         |

## Classificação-Final
| - 1º- Estados Unidos - 2º- Noruega - 3º- Suécia - 4º- Alemanha - 5º- China - 6º- Itália | - 7º- Dinamarca - 8º- Taipé Chinês - 9º- Brasil - 10º- Nigéria - 11º- Nova Zelândia - 12º- Japão |

## Premiações
Os seguintes prêmios foram dados para o torneio::
| Bola de ouro                      | Bola de prata     | Bola de bronze               |
| --------------------------------- | ----------------- | ---------------------------- |
| Carin Jennings                    | Michelle Akers    | Linda Medalen                |
| Chuteira de ouro                  | Chuteira de prata | Chuteira de bronze           |
| Michelle Akers                    | Heidi Mohr        | Linda Medalen Carin Jennings |
| 10 gols                           | 7 gols            | 6 gols                       |
| FIFA Fair Play Award              |                   |                              |
| Seleção Alemã de Futebol Feminino |                   |                              |

## Artilharia
10 gols
- Michelle Akers-Stahl

7 gols
- Heidi Mohr

6 gols
- Carin Jennings
- Linda Medalen

5 gols
- Lena Videkull

4 gols
- Liu Ailing
- April Heinrichs
- Carolina Morace
- Pia Sundhage

3 gols
- Bettina Wiegmann
- Tina Svensson
- Anneli Andelen

2 gols
- Marianne Jensen
- Susan MacKensie
- Mia Hamm
- Agnete Carlsen
- Helen Nilsson

1 gol
- Gudrun Gottschlich
- Silvia Neid
- Britta Unsleber
- Elane
- Ma Li
- Sun Qingmei
- Sun Wen
- Wei Haiying
- Wu Weiying
- Zhou Yang
- Lisbet Kolding
- Hanne Nissen
- Annette Thychosen
- Joy Biefield
- Julie Foudy
- Wendy Gebauer
- Feriana Ferraguzzi
- Rita Guarino
- Adele Marsiletti
- Raffaella Salmaso
- Birthe Hegstad
- Hege Riise
- Kim Barbara Nye
- Susanne Hedberg
- Ingrid Johansson
- Malin Lundgren
- Lin Mei-chun
- Chou Tai-ying

1 gol contra
- Sayuri Yamaguchi (para Suécia)
- Julia Campbell (para Noruega)